# Mangamuka (fleuve)
La rivière Mangamuka  (anglais : Mangamuka River) est un cours d’eau de l’extrême nord de la région du  Northland dans l’Île du Nord de la Nouvelle-Zélande.

## Géographie
Elle s’écoule généralement vers le sud à partir de la chaîne de Maungataniwha  au sud-est de Kaitaia, et les derniers kilomètres de son parcours sont constitués par le large bras limoneux du mouillage de Hokianga Harbor, qu’elle atteint à 10 km au nord-est de la ville de Rawene.